# Мельничук Любомир Анатолійович
Любомир Анатолійович Мельничук (нар. 13 жовтня 1982 року, Львів) — український громадський і політичний діяч. Депутат Львівської міської ради 6-го та 8-го скликань, керівник Львівської міської організації ВО «Свобода», член Всеукраїнського об'єднання «Свобода». Активний учасник Революції Гідності.

## Життєпис

### Освіта
- 1989—1999 роки — навчався у Львівській середній загальноосвітній школі № 7.
- 1999—2004 роки — навчався на юридичному факультеті Львівського державного університету внутрішніх справ.
- 2012—2015 роки — навчався у Національній академії державного управління при Президентові України, магістр державного управління.

### Політична діяльність
- 2010—2015 роки — депутат Львівської міської ради 6-го скликання.
- 2014—2015 роки — голова фракції ВО «Свобода» у Львівській міській раді.
- 2020—теперішній час — депутат Львівської міської ради 8-го скликання.

Серед помічників депутата — Рудницький Юлій Ігорович, Стеців Галина Миронівна, Мотилевич Назар Іванович, Шуневич Оксана Степанівна та Колодрубець Зоряна Ярославівна.

### Сім'я
Неодружений.